# Hunhukwe
Hunhukwe is een dorp in het district Kgalagadi in Botswana. De plaats telt 753 inwoners (2011).